# Seffern
Seffern település Németországban, Rajna-vidék-Pfalz tartományban. Lakosainak száma 308 fő (2023. december 31.). Seffern Schleid és Nimshuscheid községekkel határos.

## Népesség
A település népességének változása:
| Lakosok száma | 354  | 330  | 298  | 300  | 300  | 326  | 308  |
|               | 1975 | 2010 | 2017 | 2019 | 2021 | 2022 | 2023 |